# Chiesa di San Pietro (Sestri Levante)
La chiesa di San Pietro è un luogo di culto cattolico situato nella frazione di Riva, in piazza San Pietro, nel comune di Sestri Levante nella città metropolitana di Genova. La chiesa è sede della parrocchia omonima del vicariato di Sestri Levante della diocesi di Chiavari.

## Storia e descrizione

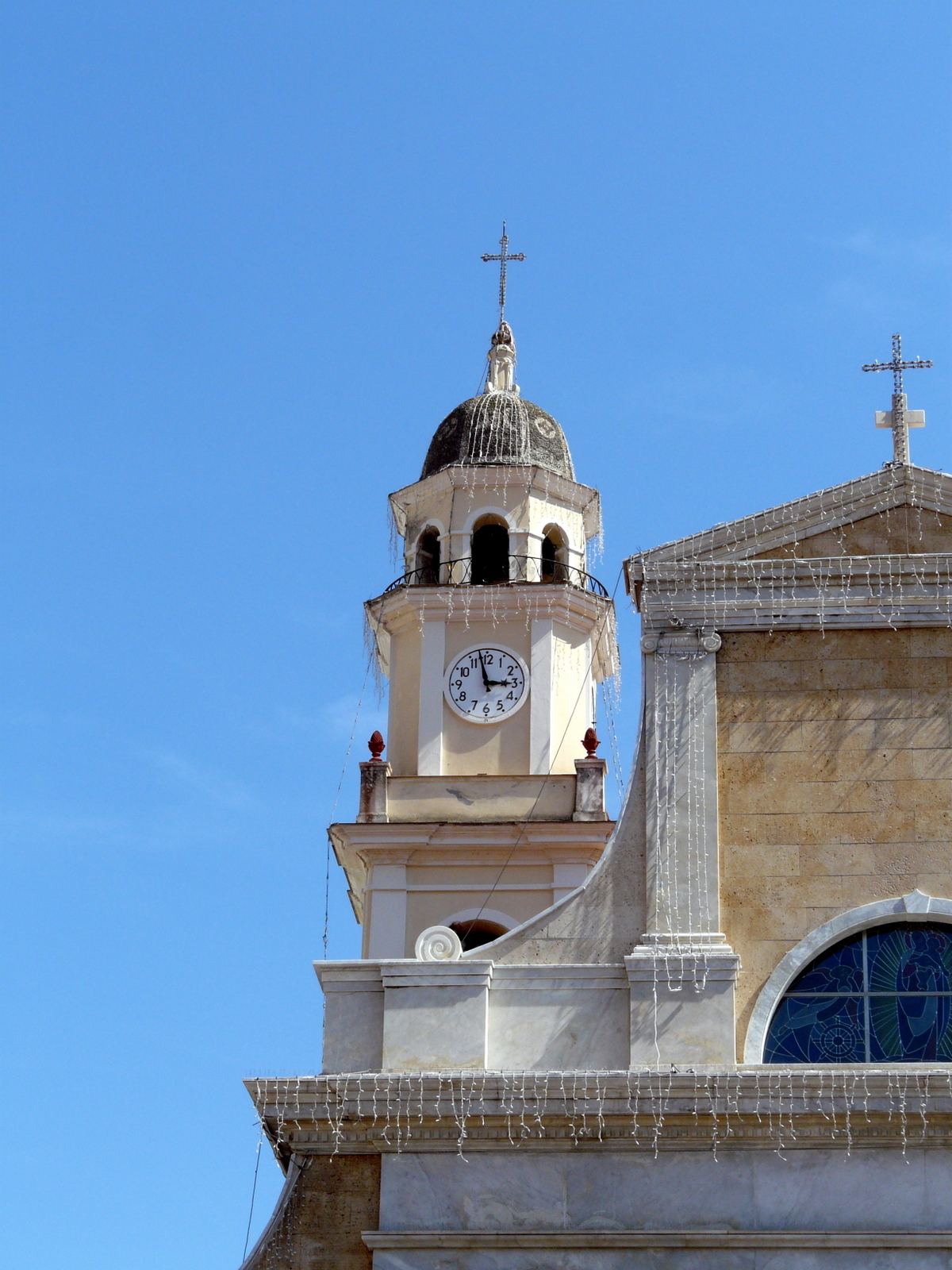
Il campanile

La crescita della popolazione e l'espansione urbana del borgo marinaro di Riva, che aumenterà soprattutto con l'arrivo della ferrovia nel 1874 e il rapido sviluppo dei primi cantieri navali e altri insediamenti produttivi, fecero emergere tra la popolazione rivana la necessità di un nuovo edificio di culto. Oramai distante, soprattutto per anziani e bambini, e insufficiente era l'unica chiesa di Santa Sabina nel vicino borgo di Trigoso, alla cui giurisdizione parrocchiale dipendeva anche la "nascente" comunità di Riva. Nonostante tali premesse e motivazioni gli abitanti rivani si mostrarono inizialmente divisi, chi per l'attaccamento spirituale verso l'unica chiesa di Trigoso e chi per i dubbi sulla reale esigenza di un nuovo luogo di culto, giudicato forse troppo oneroso da supportare per i tempi.
Si giunse quindi fino al 1860 dove, prima di partire per l'annuale campagna di pesca, fu trovato l'accordo definitivo e con un'assemblea pubblica fu dato l'incarico ad un apposito comitato cittadino di iniziare l'iter sulla scelta del luogo e l'avvio quindi alla costruzione della nuova chiesa. Il posizionamento dell'erigenda struttura fu facilmente scelto al centro dell'arenile, tra il torrente Petronio e lo scoglio del "Dentun" (oggi è conosciuto con il toponimo "Asseu"), e difficile fu invece acquisire il terreno prescelto per una legge napoleonica, promulgata durante il Primo Impero francese e ancora in vigore alla soglia dell'unità nazionale, che di fatto impediva ad un ordine religioso l'acquisto di beni immobili. La scelta ricadde quindi su cinque cittadini che, contando sulla loro fiducia e benevolenza, avrebbero prima comperato il terreno e quindi devoluto alla comunità rivana. Con atto del notaio Matteo Odani di Sestri Levante, datato al 7 maggio 1861, il prescelto lotto dei marchesi Coccapanis fu acquistato dai cinque cittadini per una somma di 760 lire.

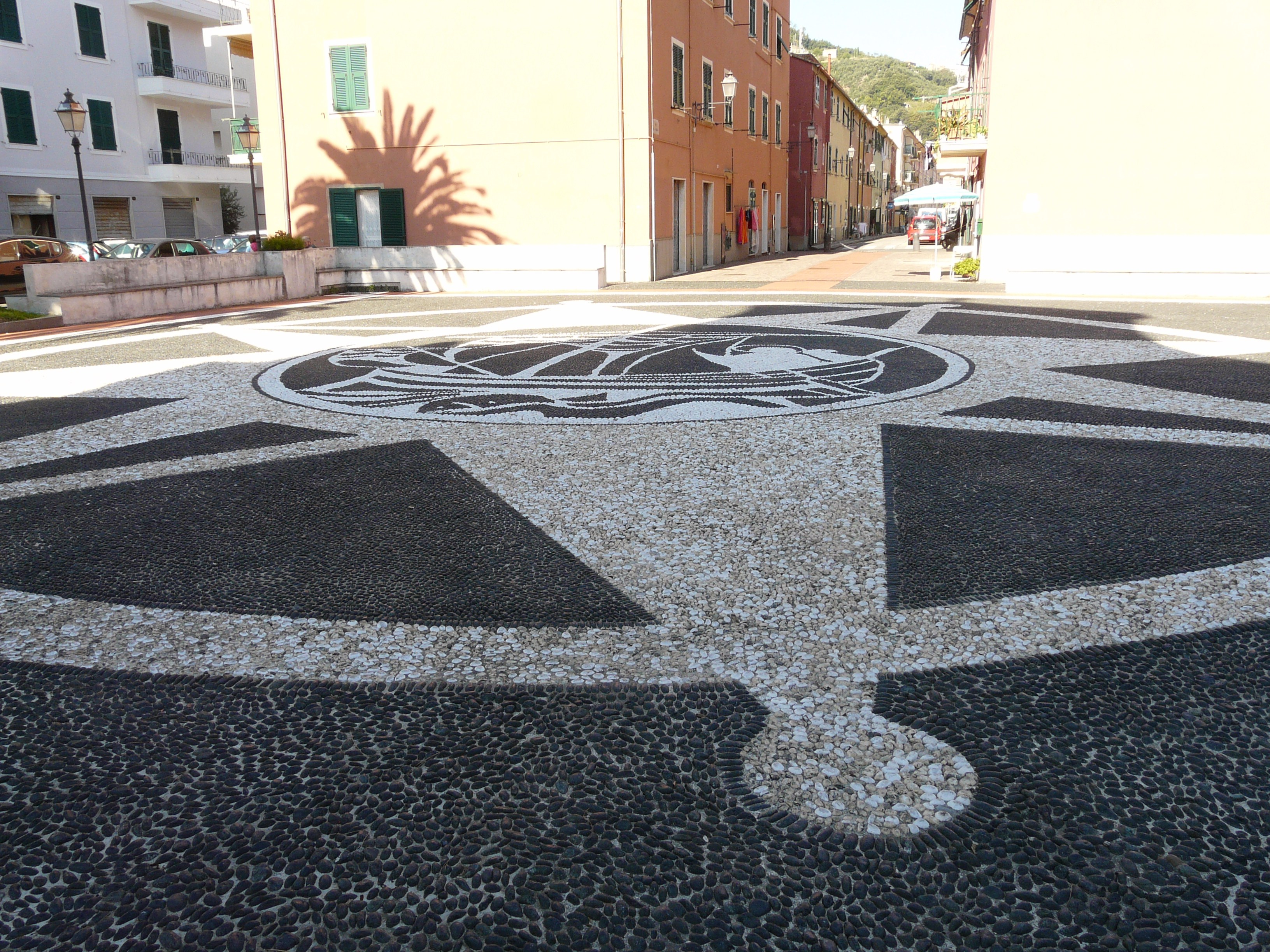
Particolare del sagrato a ciottoli con sassi di mare (tecnica del risseu).

I lavori per l'edificazione della chiesa partirono dunque in tale anno, su progetto e visione dei capomastri Domenico Loero e Gottardo Baratta, con la terminazione dell'opera alla fine del 1863 che fu intitolata a Pietro apostolo. Eretta nel 1864 a cappellania da monsignor Pasquale Martelli, vicario capitolare della diocesi di Brugnato, fu consacrata dall'arciprete di Trigoso Giuseppe Abbate Bernabò che la affidò alla cura del rettore Gio Batta Lena.
Per l'istituzione della parrocchia si dovette invece attendere il 1874 quando, dopo innumerevoli incontri tra i rappresentanti di Riva e la curia vescovile di Brugnato, con atto datato il 23 marzo, il neo insediato vescovo Giuseppe Rosati ufficializzò la nascita della comunità parrocchiale di San Pietro apostolo di Riva; il primo parroco fu lo stesso Gio Batta Lena.
Se immediata fu l'istituzione "religiosa" della nuova parrocchia diverso fu invece il procedimento di riconoscimento "civile" della stessa poiché, facendo riferimento all'articolo 16 della legge del 13 maggio 1871 del da poco nascente Regno d'Italia, per essere riconosciuta la parrocchia avrebbe dovuto avere un reddito per il sostentamento del culto e del parroco stesso, sostegno monetario al momento carente se non mancante nelle casse della parrocchia rivana. Con uno sforzo veramente notevole gli abitanti sopperirono coraggiosamente a tale problematica con un impegno collettivo di ben 32 capifamiglia che - davanti al notaio Giovanni De Scalzo di Chiavari il quale stilò due atti il 27 febbraio e 17 marzo 1874 - di fatto ipotecarono case, barche e salario per il sostentamento regolare della parrocchia. Lo sforzo dei rivani fu ben presto accettato ufficialmente dallo Stato italiano con regio decreto di Vittorio Emanuele II, firmato durante la residenza a Napoli; la copia conforme all'originale è ancora oggi conservato nell'archivio parrocchiale.